# Minifon

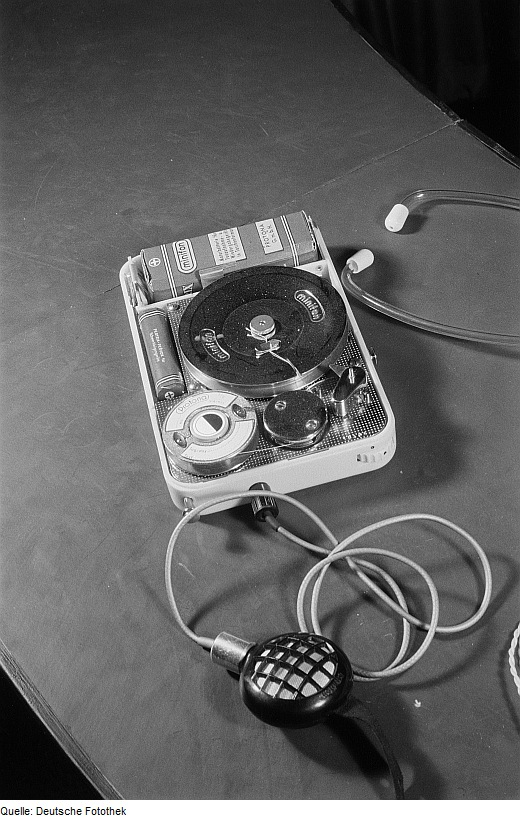
O Minifon Mi 51

Minifon é uma marca de gravador desenvolvido pela empresa alemã "Monske & Co GmbH" (posteriormente "Protona GmbH"). O Minifon Mi 51  foi o primeiro mini-gravador desenvolvido por uma empresa comercial e utilizava a tecnologia gravação em fio. Lançado em 1951, seu diferencial era o tamanho, o que transformou num produto portátil, pois o modelo utilizava pequenas válvulas e era alimentado por uma pequena fonte de alimentação.
O primeiro Minifon tinha as dimensões de 17 x 11 x 3,5 cm e uma capacidade de gravação de até 150 minutos, sendo acompanhado de acessórios como microfones, fones de ouvido, bobinas de fio extras e uma fonte de alimentação. Também eram vendidos acessórios especiais, como microfones de fio de até 2 metros, microfones disfarçados em relógios de pulso ou camuflados em alfinetes de gravata.

## Historia
Desenvolvido pelo engenheiro eletromecânico alemão Willi Draheim, que iniciou suas pesquisas em 1948, o Minifon Mi 51 foi apresentado na Industriemesse de 1951 (Feira da Indústria em Hannover), depois que o empresário Nikolaus Monske financiou todo o desenvolvimento do equipamento.
O produto tornou-se popular rapidamente, sendo exportado em grande quantidade para os Estados Unidos. O modelo foi produzido até 1955, quando foi substituído pelo Minifon P 55.
Com sérios problemas financeiros, em 1952 a Monske entrou em concordata, e com a ajuda de alguns acionistas e do empresário Reinhold Stach, é fundada a "Protona GmbH" para dar a continuidade na produção do Minifon.
Com o lançamento do Compact Cassette, pela Philips, em 1963, o reinado do Minifon começou a entrar em declínio. A Protona manteve a produção dos seus produtos até 1967 e depois desta data, repassou os direitos de manutenção do equipamento e a fabricação de acessórios para a recém criada empresa "Fechner-Schulte" (FS). A FS atuou neste mercado até o ano de 1978. Por fim, até 1985, alguns ex-funcionários da Protona mantiveram empresas que realizavam a manutenção de todas as linhas do Minifon, mas a partir de meados da década de 1980, o produto já era considerado obsoleto, sendo comercializados somente por colecionadores.

## Modelos

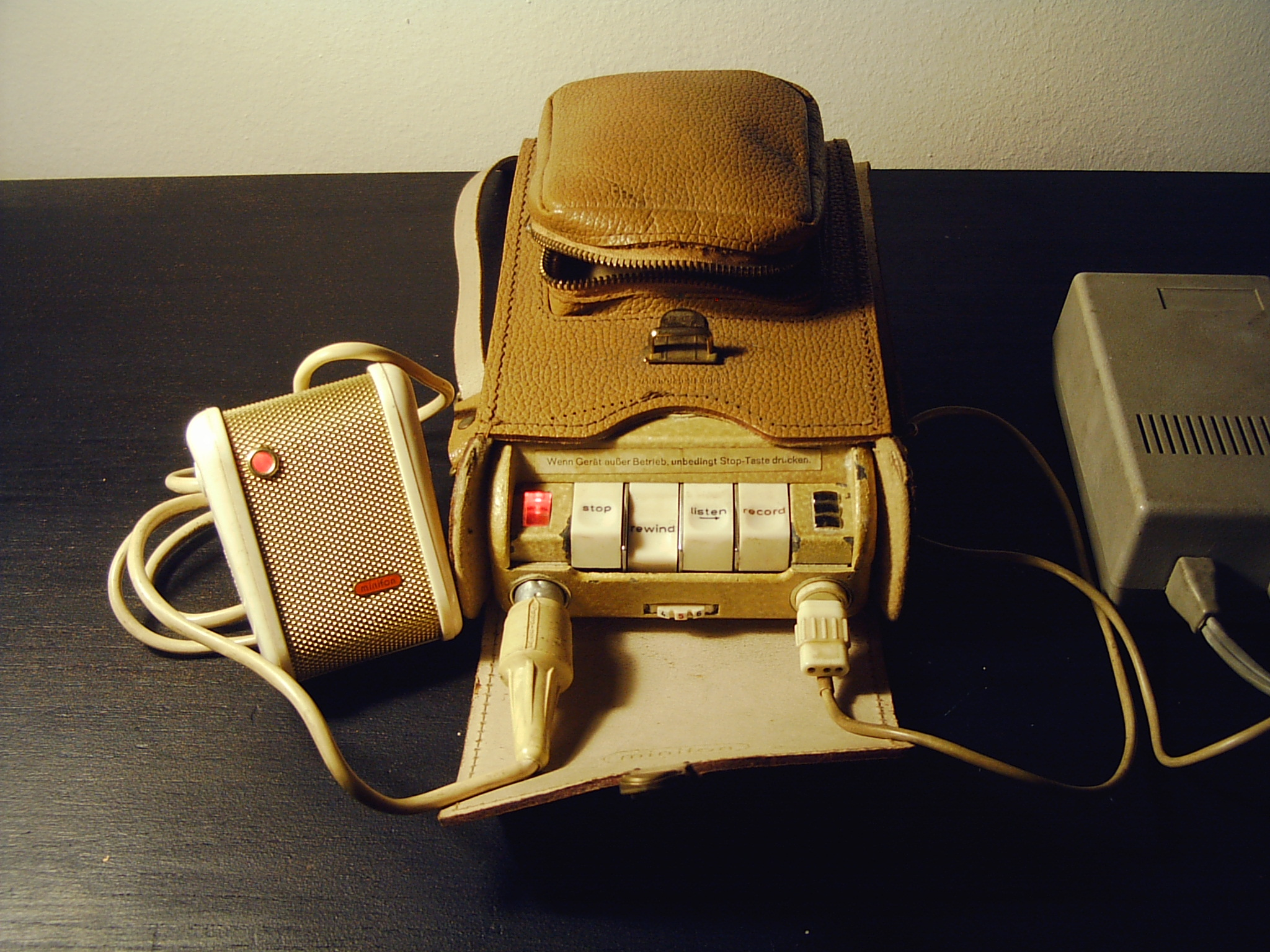
Minifon Attaché

A Monske / Protona lançou os seguintes modelos da marca Minifon:
- Minifon Mi-51 original, lançado em 1951
- Minifon P-55, lançado em 1955
- Minifon Liliput, lançado em 1958, primeiro modelo transistorizado, até então o menor do mundo
- Minifon Attaché, lançado em 1959, um dos aparelhos pioneiros ao usar cartucho de fitas
- Minifon Special, lançado em 1961
- Minifon Hi-Fi, lançado na década de 1960, para gravação de música
- Minifon Office, lançado na década de 1960, um equipamento de mesa
- Minifon Studio, lançado na década de 1960, um equipamento de mesa para gravação de música

## Guerra Fria
A Monske desenvolveu o produto com a intenção de ser usado no meio empresarial, quando executivos, com limitações de horários, gravariam suas negociações/reuniões e posteriormente repassariam os diálogos gravados para suas secretárias redigirem documentações; porém, em plena Guerra Fria, o produto transformou-se, rapidamente, em acessório de espionagem, muito pelo fato de ser portátil e por suas dimensões, quando o microfone poderia ser escondido em móveis, maletas ou por dentro das roupas dos espiões.
Em 1961, a Protona desenvolveu o "Protona Minifon Special", equipamento especial para uso de serviços de inteligência.

## Aviação
O Minifon Mi 51 foi apresentado numa feira de empresas em Sydney, em 1953, e nesta ocasião, o jovem cientista australiano David Warren, funcionário do Laboratório de Pesquisa Aeronáutica, instituição ligada ao Departamento de Defesa da Austrália, tomou conhecimento do produto.
Neste mesmo ano, Warren foi convocado para participar de um comissão que deveria investigar a causa dos vários acidentes com o de Havilland Comet, o primeiro avião comercial a jato do mundo.
Em meio as pesquisas, David Warren adaptou um Minifon e desenvolveu o primeiro protótipo de uma caixa preta para a aviação comercial.